# 陳月芳 (軍人)
陳月芳（1972年—），中華民國空軍上校，國軍首位C-130運輸機女飛官、首位空軍飛行部隊女主官、總統府首位女武官。

## 經歷
陳月芳畢業於1994年中華民國空軍官校女性飛專班第二期，接著被分派至屏東第439聯隊駕駛C-130運輸機。2005年（民國94年），派遣支援南亞海嘯救災行動，任C-130運輸機副駕駛。2009年（民國98年），提升成為全軍的首位C-130運輸機女教官駕駛（IP）。2012年（民國101年）2月，接任第101空運中隊中隊長，成為首位國軍飛行部隊的女性主官。 過後，陸續升任為第20中隊科長、松山指揮部作戰科長、松山指揮部基地勤務隊上校隊長。
2016年5月20日，蔡英文就任中華民國首位女總統，派遣擔任總統府侍衛室空軍上校武官。
2018年9月19日，媒體報導陳月芳與特勤中心總統貼身隨扈王盈凱少校過夜，已婚二人偷情。